# Société d'habitation à loyer modéré de La Réunion
La Société d'habitation à loyer modéré de La Réunion, ou SHLMR, est une société d'économie mixte agissant comme l'un des principaux bailleurs sociaux de l'île de La Réunion, département d'outre-mer français dans le sud-ouest de l'océan Indien. Elle a son siège à Saint-Denis[réf. nécessaire]. Elle a été fondée le 16 novembre 1971 avec Pierre Lagourgue à la tête de son conseil d'administration.

## Annexe